# مرغابی سرصورتی
مرغابی سرصورتی (نام علمی: Rhodonessa caryophyllacea) نام یک گونه از تیره مرغابیان است.